# 愛しき日々よ
『愛しき日々よ』（いとしきひびよ）は1984年11月15日に公開された映画。配給は東宝。

## キャスト
- 瀬川敏夫：門田頼命
- 小野正子：片瀬梨乃
- 岩井光代：鰐淵晴子
- 岩井老人：下条正巳
- 敏夫の父：小坂一也
- 敏夫の母：新橋耐子
- 石川信：原田大二郎
- 山ノ内和雄：井上昭文
- 広井ぬい：江波杏子
- 医者：星セント
- 病院の老人：藤原釜足、浦辺粂子、武知杜代子、加賀邦男
- 少年時代の敏夫：辰巳努
- 若い夫：古田将士
- 若い妻：清水馨

## スタッフ
- 監督・脚本：保坂延彦
- 原作：重兼芳子「やまあいの煙」
- 音楽：もんたよしのり
- 美術・製作者：西岡善信
- 製作者：荻洲昭之
- 製作：サンレニティ、映像京都